# Оливковоспинный хемиспингус
Оливковоспинный хемиспингус (лат. Sphenopsis frontalis) — вид птиц из семейства танагровых. Птицы обитают в субтропических и тропических горных влажных лесах, на высоте 1300—2900 метров над уровнем моря. Длина тела 15 см, масса около 15 грамм.
Выделяют пять подвидов:
- Hemispingus frontalis flavidorsalis — в Сьерра-де-Периха в северо-восточной Венесуэле, но, возможно, и в Колумбийской части;
- Hemispingus frontalis hanieli — на околобереговых областях в Арагуа, Варгас, Федеральном округе Венесуэлы и Меринде;
- Hemispingus frontalis iteratus — в горах северо-восточной Венесуэлы в Сукре и Монагас;
- Hemispingus frontalis ignobilis — в Андах западной Венесуэлы от Лара южнее до северного Тачира;
- Hemispingus frontalis frontalis — Колумбия (на западных Андах Антьокии, включая склоны близ Хардина), южнее в Каука, но очень локально; в центральных и восточных Андах, включая все склоны восточного района, обособленно южнее в Кундинамарке), Эквадор (восточные склоны гор и локально на северо-западе) и Перу (на юге до центрального Куско).